# Konfederacja żołnierska
Konfederacja żołnierska (także konfederacja wojskowa) – w dawnej Polsce i Litwie, w XVII wieku związki żołnierzy powstające zwykle w wyniku buntu z powodu niewypłacania żołdu. Konfederaci obierali sobie dowódców (regimentarzy) i najeżdżali dobra królewskie lub kościelne i siłą ściągali zaległy żołd. Pierwszym aktem związkowych było wypowiedzenie posłuszeństwa hetmanowi i wybranie innego wodza nazywanego marszałkiem konfederacji wojskowej. Decyzję o powołaniu konfederacji i regimentarzy podejmowały koła rycerskie. Obradowano publicznie, a dla utrzymania karności uchwalano nowe, bardzo surowe, artykuły wojskowe.
Prawo zabraniało zawiązywania konfederacji. Np. ustawa z 1609 r. Porządek około zachowania żołnierza (Volumina Legum, tom 2, f. 1662, s. 462) głosiła:
"Buntow y Konfederacyi żadnych, wieżdżania w dobra nasze [królewskie], duchowne, y świeckie czynić, aby się ciż żołnierze nie ważyli, sub poena capitis, infamiae, et confiscationis bonorum [pod karą śmierci, pozbawienia czci i przepadku mienia]. Czego My [król] żadnemi prywatnemi listami, y assekuraeyami, odpuszczać ani warować nie bçdziemy, ani będziem mogli, y choćbyśmy to uczynili, żadney wagi mieć nie będzie." 
Zakazy te zwykle pozostawały bezskuteczne. 

## Przykłady
- Konfederacja gliniańska 1590
- Konfederacja z 1597 r.
- Konfederacje wojska inflanckiego z lat 1602-1608
- Konfederacja grodzieńska z 1610 r.
- Konfederacja lwowska z 1622 r.[2]
- Konfederacja w Wierzbołowie w 1655 r. - zawiązana przez zbuntowane oddziały radziwiłłowskie, przeciwko Szwedom i Januszowi Radziwiłłowi, w obronie króla Jana Kazimierza.
- Konfederacja tyszowiecka z 1655. Zawiązana przez hetmanów i wojska koronne. Pierwsza konfederacja "przy królu".
- Konfederacja w Choroszczy w 1657 r.
- Konfederacja w Kamieńcu w 1657 r.
- Konfederacja w Drohiczynie (Konfederacja Kmicicowska) w 1660 r.
- Nexus Fraternus, czyli Wielka Konfederacja z lat 1661-1663
  - Związek Święcony z 1661-63 na terenie Korony przeciwko reformom królewskim
  - Związek Braterski z 1661-63 na terenie Wielkiego Księstwa Litewskiego przeciwko reformom królewskim
  - Związek Pobożny powołany przez króla przeciwko Związkowi Święconemu
- Konfederacja szczebrzeszyńska w 1672 r. zawiązana przez hetmana Jana Sobieskiego przeciwko królowi Michałowi Korybutowi Wiśniowieckiemu
- Konfederacja gołąbska w 1672 - konfederacja generalna "przy królu" Michale, przeciwko tzw. malkontentom magnackim
- Konfederacja Baranowskiego w latach 1696-1697
- Konfederacja łowicka kardynała Michała Radziejowskiego z lat 1697-1698
- Konfederacja sandomierska z 1702 r. - konfederacja "przy królu" Auguście
- Konfederacja tarnogrodzka z lat 1715-1717 (przeciwko obecności wojsk saskich)
- Konfederacja dzikowska z 1734 r. (w obronie króla Stanisława Leszczyńskiego)